# Marrakesch E-Prix
Der Marrakesch E-Prix ist ein Automobilrennen der FIA-Formel-E-Meisterschaft in Marrakesch, Marokko. Es wurde erstmals am 12. November 2016 im Rahmen der FIA-Formel-E-Meisterschaft 2016/17 ausgetragen.

## Geschichte
Der erste Marrakesch E-Prix fand im Rahmen der UN-Klimakonferenz in Marrakesch 2016 auf dem Circuit International Automobile Moulay el Hassan statt. Sébastien Buemi gewann das erste Rennen vor Sam Bird und Felix Rosenqvist.
Alle drei Piloten standen bei der zweiten Durchführung des Rennens erneut auf dem Podium, dieses Mal gewann Rosenqvist vor Buemi und Bird.
2019 gewann Jérôme D’Ambrosio vor Robin Frijns und Bird, der damit im dritten Rennen sein drittes Podiumsresultat erreichte.
2020 siegte António Félix da Costa vor Maximilian Günther und Jean-Éric Vergne.
2022 siegte Edoardo Mortara vor da Costa und Mitch Evans.

## Ergebnisse
| Auflage | Jahr    | Strecke                                           | Sieger                                             | Zweiter                                        | Dritter                                           | Pole-Position                                     | Schnellste Runde                                           |
| ------- | ------- | ------------------------------------------------- | -------------------------------------------------- | ---------------------------------------------- | ------------------------------------------------- | ------------------------------------------------- | ---------------------------------------------------------- |
| 1       | 2016/17 | Circuit International Automobile Moulay el Hassan | Sébastien Buemi (Renault e.dams)                   | Sam Bird (DS Virgin Racing Formula E Team)     | Felix Rosenqvist (Mahindra Racing Formula E Team) | Felix Rosenqvist (Mahindra Racing Formula E Team) | Loïc Duval (Faraday Future Dragon Racing)                  |
| 2       | 2017/18 | Circuit International Automobile Moulay el Hassan | Felix Rosenqvist (Mahindra Racing Formula E Team)  | Sébastien Buemi (Renault e.dams)               | Sam Bird (DS Virgin Racing Formula E Team)        | Sébastien Buemi (Renault e.dams)                  | Nelson Piquet jr. (Panasonic Jaguar Racing)                |
| 3       | 2018/19 | Circuit International Automobile Moulay el Hassan | Jérôme D’Ambrosio (Mahindra Racing Formula E Team) | Robin Frijns (Envision Virgin Racing)          | Sam Bird (Envision Virgin Racing)                 | Sam Bird (Envision Virgin Racing)                 | Lucas di Grassi (Audi Sport ABT Schaeffler Formula E Team) |
| 4       | 2019/20 | Circuit International Automobile Moulay el Hassan | António Félix da Costa (DS Techeetah)              | Maximilian Günther (BMW i Andretti Motorsport) | Jean-Éric Vergne (DS Techeetah)                   | António Félix da Costa (DS Techeetah)             | Pascal Wehrlein (Mahindra Racing Formula E Team)           |
| 5       | 2021/22 | Circuit International Automobile Moulay el Hassan | Edoardo Mortara (ROKiT Venturi Racing)             | António Félix da Costa (DS Techeetah)          | Mitch Evans (Jaguar TCS Racing)                   | António Félix da Costa (DS Techeetah)             | Lucas di Grassi (ROKiT Venturi Racing)                     |